# Pandiello (Cudillero)
Pandiello (en asturiano: Pandiellu) es una entidad de población española de la parroquia de Soto de Luiña, perteneciente al municipio de Cudillero, en la comunidad autónoma de Asturias.

## Historia
Hacia mediados del siglo XIX, el lugar, ya por entonces perteneciente a Cudillero, tenía contabilizada una población de veintinueve habitantes. Aparece descrito en el duodécimo volumen del Diccionario geográfico-estadístico-histórico de España y sus posesiones de Ultramar de Pascual Madoz con las siguientes palabras:

PANDIELLO: barrio en la prov. de Oviedo, ayunt. de Cudillero y felig. de San Martin de Soto de Luiña. sit. en la vertiente de la altura sobre una loma á la izq. del r. de Soto, frente á San Cosme; su terreno es de buena calidad y fértil. prod.: maiz, habas, patatas y otros frutos: pobl.: 7 vec., 29 almas.
(Madoz, 1849, p. 670)

En 2023, la entidad singular de población tenía empadronados ocho habitantes.